# Hypholoma
Hypholoma (E. M. Fries) Kummer, Führ. Pilzk. 21, 72. 1871 (nom. cons.).
Al genere Hypholoma appartengono funghi con il velo "cortiniforme".

Le specie sono state ridotte unicamente a quelle di consistenza "tenace" poiché quelle "fragili" sono state incorporate nel genere Psathyrella.

Hanno affinità con le Pholiota, specialmente con il genere Flammula ma il colore delle spore le avvicina a quello delle Stropharia.

## Descrizione del genere

### Cappello
Emisferico o campanulato.

### Lamelle
Fitte, adnate.

### Gambo
Sottile, elastico,  alla base, mancante di un vero anello, sostituito da filamenti detti velo o cortina, non sempre molto visibile.

### Carne
Di consistenza soda ed elastica.
Odore e sapore: non significativi, talvolta molto sgradevoli.

### Spore
Porporino-violette con poro germinativo, lisce.

## Habitat
Il genere annovera sia specie lignicole che terricole; spesso fascicolate cioè a gruppi.

## Commestibilità
Senza valore.
L'unica specie commestibile è la Hypholoma capnoides.
Attenzionel'unica specie velenosa del genere è l'Hypholoma fasciculare, che si è rivelata molto pericolosa in quanto facilmente confondibile con specie eduli; tuttavia il suo sapore molto amaro la può rendere facilmente riconoscibile; si consiglia prudenza.

## Specie di Hypholoma
La specie tipo è il già menzionato Hypholoma fasciculare (E. M. Fries : E. M. Fries) Kummer.
ALtre specie sono:
- Hypholoma acutum (Cooke) E. Horak 1971
- Hypholoma capnoides (Fr.) P. Kumm. 1971
- Hypholoma dispersum (Fr.) Quel. 1872
- Hypholoma elongatipes (Peck) A.H. Sm. 1941
- Hypholoma elongatum (Pers.) Ricken 1915
- Hypholoma epixanthum (Fr.) Quel. 1872
- Hypholoma ericaeoides P.D. Orton 1960
- Hypholoma ericaeum (Pers.) Kuhner 1936
- Hypholoma laeticolor (F.H. Muller) P.D. Orton 1960
- Hypholoma lapponicum (Fr.) M.M. Moser 1967
- Hypholoma lateritium (Schaeff.) P. Kumm. 1871
- Hypholoma marginatum (Pers.) J. Schroet. 1889
- Hypholoma myosotis (Fr.) M. Lange 1955
- Hypholoma polytrichi (Fr.) Ricken 1912
- Hypholoma radicosum J.E. Lange 1923
- Hypholoma rubrococcineum (Balletto) Bellù
- Hypholoma subericaeum (Fr.) Kuhner 1936
- Hypholoma sublateritium (Schaeff.) Qu?l. 1873
- Hypholoma udum (Pers.) Kuhner 1936
- Hypholoma xanthocephalum P.D. Orton 1984

## Sinonimi e binomi obsoleti
- Naematoloma P. A. Karsten, Bidrag Kännedom Finlands Natur Folk 32: xxv, 495. ante Apr 1880 ('1879').

## Galleria d'immagini

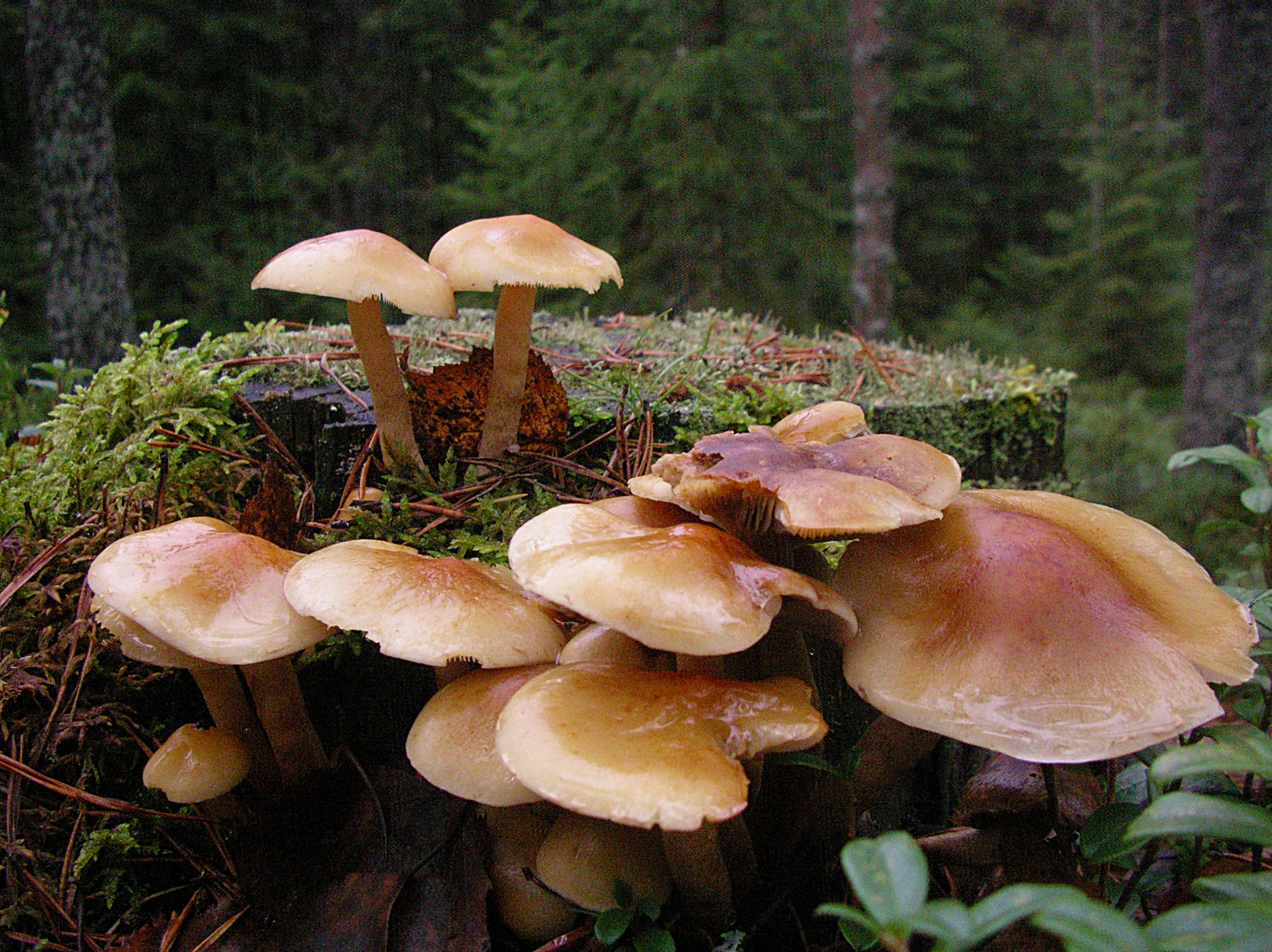
Hypholoma capnoides
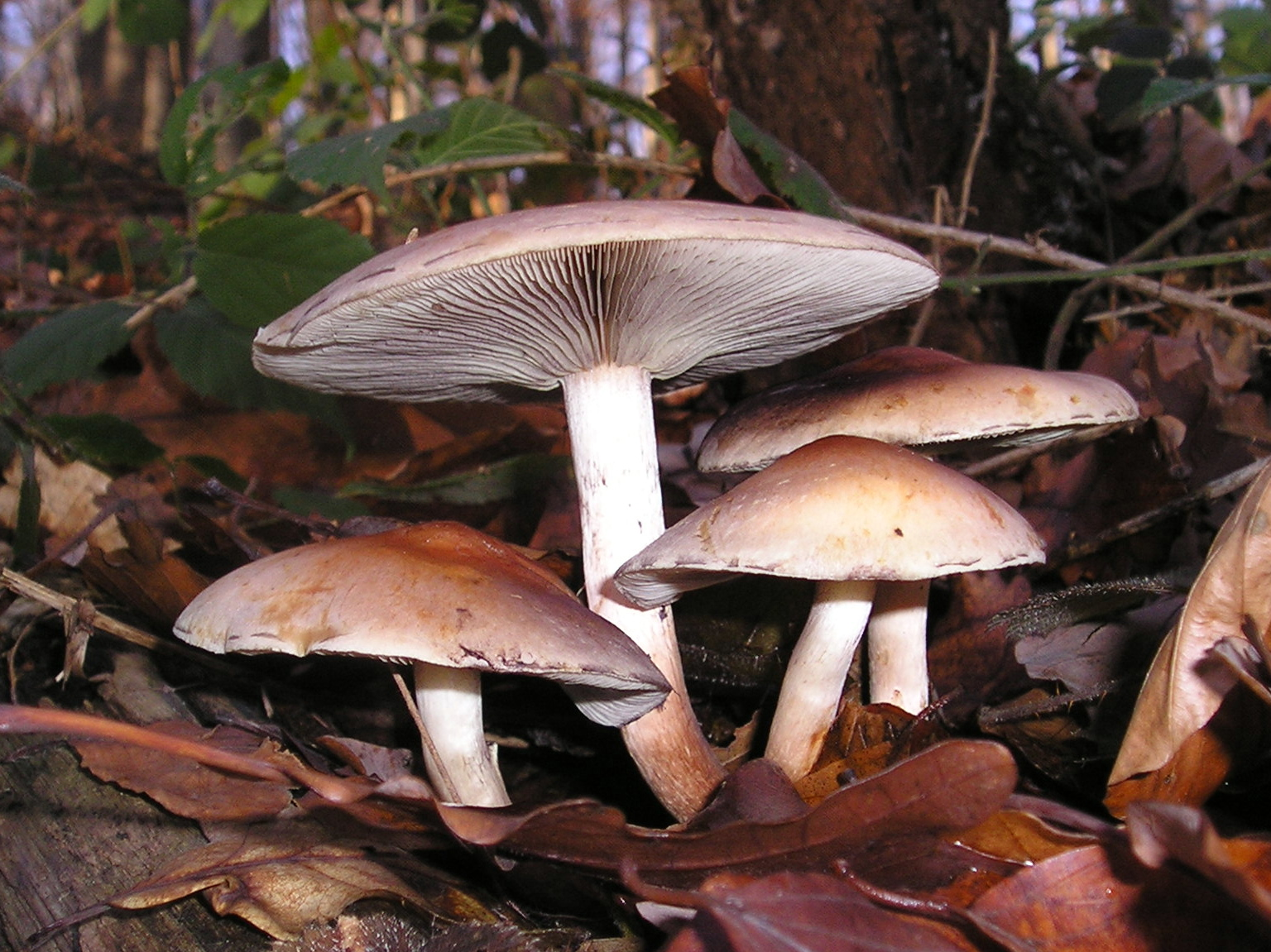
Hypholoma sublateritium
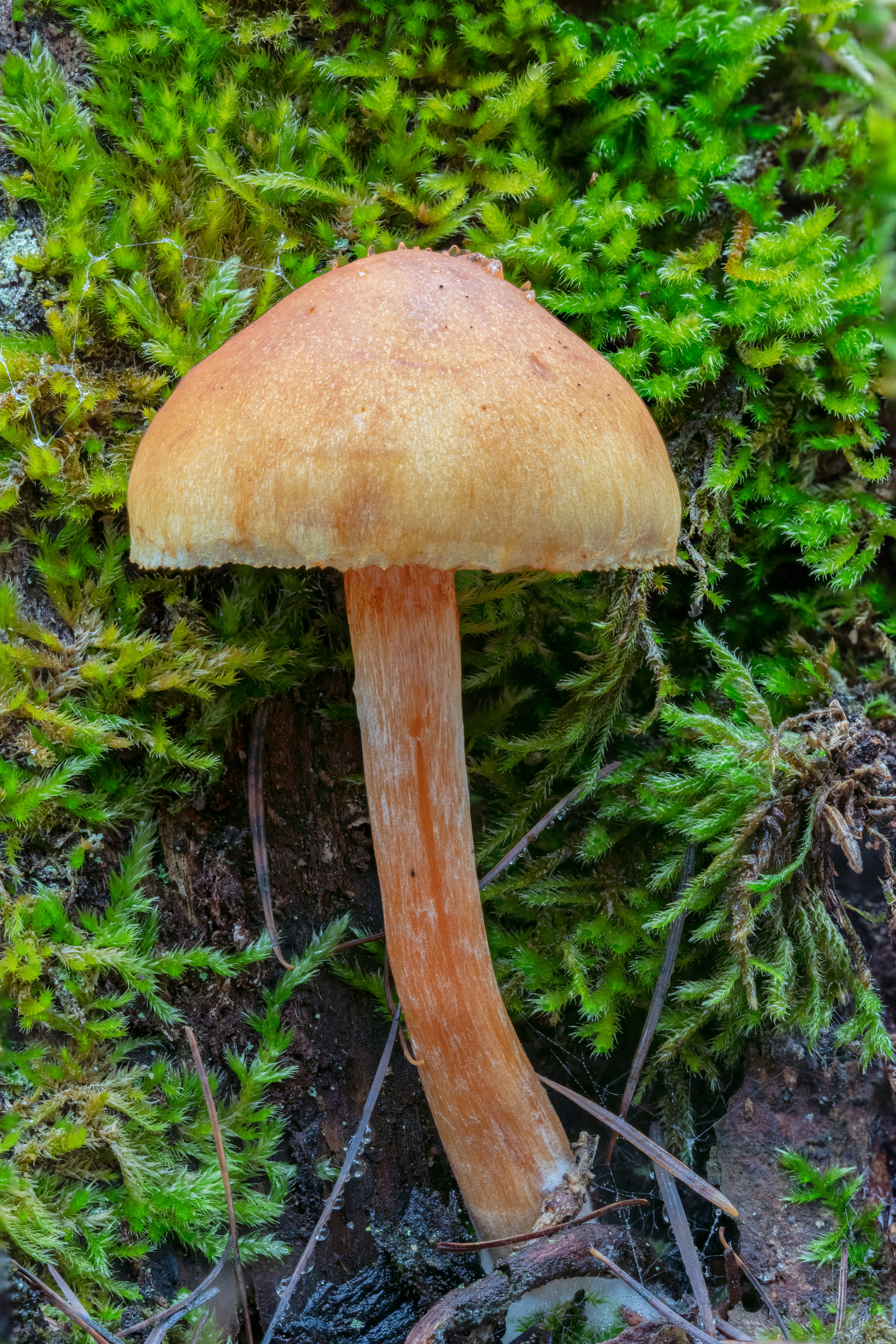
Specie appartenenti a Hypholoma da identificare